# Aloe arenicola
Aloe arenicola (укр. Алое аренікола, Алое піщане)  — сукулентна рослина роду алое.

## Етимологія
Видова назва походить від лат. arena — пісок і лат. cola — мешкати, що вказує на переважно піщані місця, де зростає цей вид алое

## Морфологічна характеристика

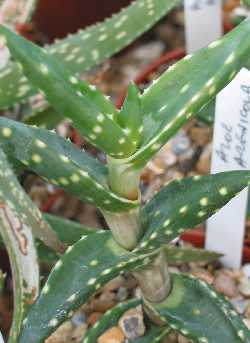
Aloe arenicola

Одиночне або розгалужене стебло до 1 м у довжину і синьо-зеленим вузьким листям 18х5,5 см, які вкриті білими плямами на обох поверхнях, з білими зубціми по краях. У важких умовах листя приймають червоно-помаранчевий відтінок, а влітку з'являються кілька розгалужених китиць з густо розташованими блідо-оранжево-червоними квітками.
Він належить до групи повзучих алое, які включають Aloe distans, Aloe comptonii, Aloe mitriformis, а також більш чагарникове Aloe pearsonii і Aloe meyeri, що зростає на підвісних скелях.

## Місця зростання
Зростає у прибережних піщаних рівнинах уздовж західного узбережжя Північної Капської провінції Південно-Африканської Республіки, починаючи від затоки Ламбертс на півдні до гирла річки Оранжевої на кордоні з Намібією.

## Умови зростання
Рослини утримують на повному сонці в добре дренованому ґрунті при помірному поливі, особливо в літні місяці, так як це алое схильне до гниття при надлишку вологи.